# 핀란드 독립선언
핀란드 독립선언(핀란드어: Suomen itsenäisyysjulistus 수오멘 이트세내이쉬슐리스투스[*], 스웨덴어: Finlands självständighetsförklaring, 러시아어: Провозглашение незави́симость Финляндии 프라바즈글라셰니예 네자비시마스띠 피늘랸디[*])은 1917년 12월 6일 핀란드 의회에서 채택되었다. 이 선언에서 핀란드가 독립된 국민국가임과 러시아의 자치령 핀란드 대공국으로서 존재하는 것을 그만둠을 선포하였다.
독립선언 연서자는 페르 에빈드 스빈후부드, 에밀 네스토르 세탤래, 퀴외스티 칼리오, 얄마르 카스트렌, 온니 탈라스, 아르투르 카스트렌, 헤이키 렌발, 유하니 아라얘르비, 알렉산데르 프레위, 에로 위리외 페흐코넨, 오스카리 빌호 로우히부오리 이상 11인이다.

## 같이 보기
- 핀란드의 역사
- 핀란드의 정치